# Jacuny (rejon wileński)
Jacuny (lit. Jociūnai) – wieś na Litwie, w okręgu wileńskim, w rejonie wileńskim, w gminie Miedniki Królewskie.

## Historia
Pod zaborami zaścianek i folwark; w II Rzeczypospolitej wieś i folwark. W XIX i w początkach XX w. położone były w Rosji, w guberni wileńskiej, w powiecie wileńskim. Zaścianek był własnością sióstr miłosierdzia, a następnie skarbu państwa. Po I wojnie światowej pod administracją polską, w Zarządzie Cywilnym Ziem Wschodnich. W latach 1920–1922 w składzie Litwy Środkowej.
Od 11 kwietnia 1922 leżały w Polsce, w województwie wileńskim, w powiecie wileńsko-trockim, w gminie Turgiele. W 1931 miejscowość liczyła:
- folwark – 11 mieszkańców, zamieszkałych w 2 budynkach,
- wieś – 28 mieszkańców, zamieszkałych w 6 budynkach[3].

Po II wojnie światowej w granicach Związku Sowieckiego. Od 1991 na niepodległej Litwie.